# San Vicente de la Cabeza (kommunhuvudort)
San Vicente de la Cabeza är en kommunhuvudort i Spanien.   Den ligger i provinsen Provincia de Zamora och regionen Kastilien och Leon, i den nordvästra delen av landet, 260 km nordväst om huvudstaden Madrid. San Vicente de la Cabeza ligger 764 meter över havet och antalet invånare är 543.
Terrängen runt San Vicente de la Cabeza är platt åt sydväst, men åt nordost är den kuperad. San Vicente de la Cabeza ligger nere i en dal. Runt San Vicente de la Cabeza är det glesbefolkat, med 9 invånare per kvadratkilometer. Närmaste större samhälle är Alcanizes, 14,4 km sydväst om San Vicente de la Cabeza. 